# Vlag van Värmland

Vlag van Värmlands län

De vlag van Värmland is de vlag van Värmlands län, een provincie in Zweden. Het is tevens de vlag van het landschap Värmland. De vlag bestaat uit een wit veld met een blauwe adelaar met rode tong en handen. Het is een vierkante banier van het wapen van deze Zweedse provincie. De vlag en het wapen werd op 19 juni 1936 officieel aangenomen.
Värmland werd in de processie bij de begrafenis van Gustaaf Wasa in 1560 vertegenwoordigd door een zwarte veelvraat in een zilveren veld. De veelvraat werd toen echter vaak verward met de bever op het provinciewapen van Medelpad, en op initiatief van Erik XIV werd het wapen in 1567 veranderd in een adelaar. Vanaf het einde van de 17e eeuw werd de adelaar in het zwart afgebeeld en later werd het veld vaak in het goud afgebeeld. Toen het wapen in 1936 werd aangenomen, kreeg de adelaar weer zijn oorspronkelijke blauwe kleur en werd het veld zilver.